# Bartkówka (Dynów)
Bartkówka – część miasta Dynów w Polsce położona w województwie podkarpackim, w powiecie rzeszowskim.
W Bratkówce ma siedzibę rzymskokatolicka parafia św. Bartłomieja.
W roku 1427 założono wieś Bartkówkę na prawie niemieckim, villam suam Barkowka 1427, Barthkowka 1441, Bartkowka 1515, ziemia sanocka.
W połowie XIX wieku właścicielem posiadłości tabularnej w Bartkówce był Ludwik Skrzyński.
W latach 1954–1968 wieś należała i była siedzibą władz gromady Bartkówka, po jej zniesieniu w gromadzie Dąbrówka Starzeńska. W 1993 roku wieś została włączona do miasta Dynów, jako dzielnica z główną ulicą o nazwie Bartkówka.